# Ghassan Hamdan
Ghassan Hamdan (även omskriven som Gassan Hamdan), född 1973 i Bagdad, är en irakisk forskare och översättare.
Han är känd för att ha översatt dikter av poeter som Rumi, Forough Farrokhzad, Sohrab Sepehri och Ahmad Shamlu till det arabiska språket.

## Biografi
Hamdan avslutade sina studier i Bagdad och Teheran. Han studerade sociologi vid Teherans universitet. Sedan arbetade han som lärare, författare, översättare, journalist och forskare i iranska angelägenheter. Han arbetade också som redaktör för flera TV-kanaler, redigerade kulturella och politiska program och som översättare.